# Дюпонт (Вісконсин)
Дюпонт (англ. Dupont) — місто (англ. town) в США, в окрузі Вопака штату Вісконсин. Населення — 746 осіб (2020).

## Демографія
Згідно з переписом 2010 року, у місті мешкало 738 осіб у 262 домогосподарствах у складі 200 родин. Було 315 помешкань
Расовий склад населення:
| - 97,3 % — білих - 1,8 % — азіатів - 0,1 % — корінних американців |

До двох чи більше рас належало 0,8 %. Частка іспаномовних становила 0,0 % від усіх жителів.
За віковим діапазоном населення розподілялося таким чином: 25,9 % — особи молодші 18 років, 60,7 % — особи у віці 18—64 років, 13,4 % — особи у віці 65 років та старші. Медіана віку мешканця становила 40,0 року. На 100 осіб жіночої статі у місті припадало 106,1 чоловіків;  на 100 жінок у віці від 18 років та старших — 116,2 чоловіків також старших 18 років.
Середній дохід на одне домашнє господарство  становив 63 060 доларів США (медіана — 47 500), а середній дохід на одну сім'ю — 68 846 доларів (медіана — 55 000). Медіана доходів становила 39 375 доларів для чоловіків та 31 125 доларів для жінок. За межею бідності перебувало 26,4 % осіб, у тому числі 54,8 % дітей у віці до 18 років та 1,6 % осіб у віці 65 років та старших.
Цивільне працевлаштоване населення становило 355 осіб. Основні галузі зайнятості: виробництво — 26,5 %, будівництво — 16,3 %, сільське господарство, лісництво, риболовля — 15,8 %.